# Kozatchka-ZAlK Zaporijjia
Le Kozatchka-ZAlK Zaporijjia (ukrainien : Козачка-ЗАлК Запоріжжя) est un club féminin ukrainien de basket-ball évoluant en Superligue, soit la première division du championnat d'Ukraine. Le club est basé dans la ville de Zaporijjia.

## Palmarès
- Champion d'Ukraine : 2005, 2006

## Entraîneurs successifs
- Depuis ? : ?

## Joueuses célèbres ou marquantes
- Natalia Vodopyanova